# Beraeidae
Beraeidae – kudłorożkowate, rodzina owadów wodnych z rzędu Trichoptera - chruściki. W Polsce do tej pory odnotowano występowanie 6 gatunków z 4 rodzajów. Larwy z tej rodziny budują lekko zakrzywione, gładkie domki z ziaren piasku. Niektóre gatunki w stadium larwalnym zasiedlają źródliska i strumienie wypływające ze źródeł (rodzaj Beraea, Ernodes), jeden zasiedla strumienie i małe nizinne rzeczki (Beraeodes minutus). Większość z krajowych gatunków zagrożona jest wyginięciem.
Gatunki występujące w Polsce:
- Beraea maurus (Curtis, 1834)
- Beraea pullata (Curtis, 1834)
- Beraeodes minutus (Linnaeus, 1761)
- Bereamyia hrabei Mayer, 1936
- Ernodes articularis (Pictet, 1934)
- Ernodes vicinus (McLachlan, 1879)